# 黎文遠
黎文遠（1904年—1972年），外號遠老七，越南黑幫頭目。平川部隊領袖，少將軍銜。

## 生平
黎文遠出生在堤岸省豐德村（今胡志明市第八郡），父親是華裔潮州人，母親是越南京族。黎文遠的父親是天地會成員。
1945年8月，黎文遠、楊文洋（洋老三）二人與越盟在交趾支那的領導人陳文饒會面，平川派與越盟共同反抗法國的殖民統治。9月，越盟在西貢發動政變，英國支持法國將其鎮壓，自此越盟退出西貢，將指揮權交給平川派。翌年，楊文洋被法軍擊斃，黎文遠在平川派的爭權中獲勝。楊文洋的死使黎文遠警覺，他與法國總參謀部二處進行秘密談判，要求取得西貢地區的專有權。最後於1948年達成協議，法國將警察及維持秩序的權力交給平川部隊。
1954年4月，法國逐步地分區移交西貢，賴文創（Lại Văn Sang）成為警察局長，平川派控制地域除了西貢-堤岸首都圈以外，還包括西貢與頭頓之間六十英里的地域，完全掌握警察及經濟大權。

### 敗北
1955年，吳廷琰要求平川派交出權力，否則將毀滅他們。黎文遠公開拒絕了這個要求，平川部隊於4月28日半夜在法國情報部門的支持下發動西貢戰役，試圖推翻吳廷琰。楊文明率領越南國軍將其擊敗。黎文遠及其支持者被迫逃入芹蒢紅樹林。1955年7月11日，黎文遠流亡法國巴黎。

## 藝術形象
電視劇《大義旗下》（2006年）改編自源雄的小說《平川人》，優秀藝術家張明國泰在劇中飾演黎文遠。

### 引用
1. ↑  Nguyên Hùng，第一章.
2. ↑  Duy Chiến. . VietNamNet News. 2012-12-21  [2022-06-17] （越南语）.
3. ↑  VnExpress. . vnexpress.net.   [2022-06-16]. （原始内容存档于2022-06-20） （越南语）.
4. ↑  Thùy Trang. . NLD.COM.VN. 2006-10-08  [2022-06-16]. （原始内容存档于2009-04-14） （越南语）.
5. ↑  . NLD.COM.VN. 2002-10-19  [2022-06-16] （越南语）.

### 來源
- Nguyên Hùng.  [遠老七：平川首領]. Nhà Xuất Bản Văn Học.   [2022-06-16]. （原始内容存档于2020-10-30）.